# Zonitomorpha pouilloni
Zonitomorpha pouilloni is een keversoort uit de familie van oliekevers (Meloidae). De wetenschappelijke naam van de soort is voor het eerst geldig gepubliceerd in 1909 door Pic.